# مانويل ماريا كويلو
مانويل ماريا كويلو هو عسكري وصحفي وسياسي برتغالي، ولد في مارس 1857 في تشافيس في البرتغال، وتوفي في 10 يناير 1943 في لشبونة في البرتغال. انتخب وزير.